# 金陵協和神学院

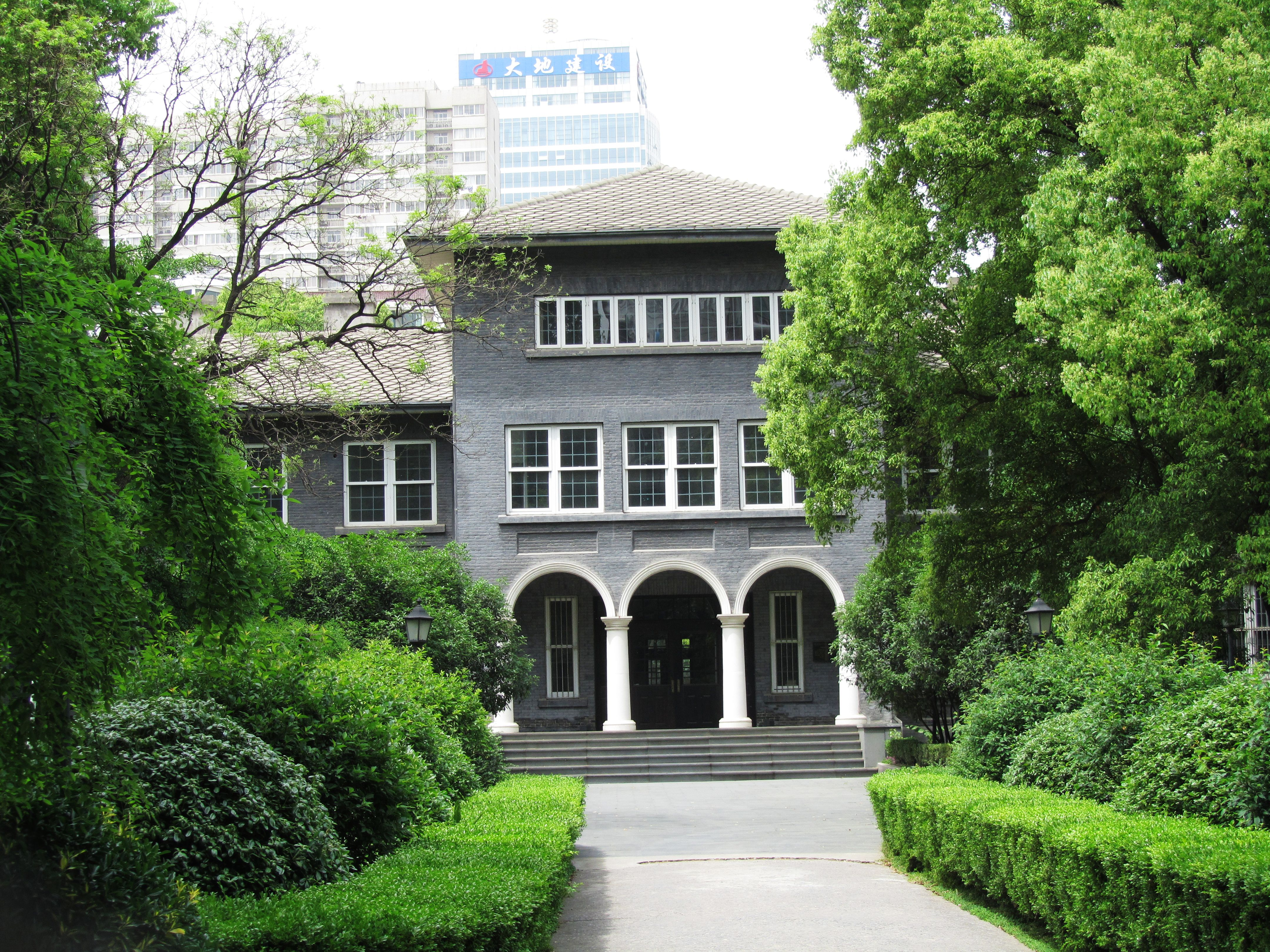
旧住所の金陵協和神学院 (南京大学内)

金陵協和神学院（きんりょうきょうわしんがくいん、中国語: 金陵协和神学院、英語: Nanjing Union Theological Seminary）は、中国・南京（古名：金陵）にある中国プロテスタント・キリスト教の神学校である。1911年に開校した金陵聖経（聖書）学校に始まり、新中国発足後には1952年に三自愛国運動の影響下で、プロテスタント諸教派の神学校を合同して発足した。当時呉耀宗が指導し、丁光訓主教が長らく校長（総長）を務めた。中国内には瀋陽、北京などにあるいくつかの神学校の頂点に立つ 。
2005年にはこれまでの鼓楼区大鐧銀巷17号から大学城への移転を決定して、2008年には移転を終り、新住所は江寧区大学城樵歌路100号である。